# Cognitieve stijl
Cognitieve stijl, of denkstijl is een term uit de cognitieve psychologie, die de manier aangeeft waarop mensen denken, waarnemen, informatie verwerken of hun problemen oplossen. Het is een aspect van iemands persoonlijkheid.

## Algemeen
Iemands cognitieve stijl is niet hetzelfde als verstandelijk vermogen of aanleg die wordt bepaald met behulp van intelligentietests. Het heeft dus eerder te maken met de manier waarop gepresteerd wordt, niet zozeer met het niveau van de prestatie zelf. Het begrip cognitieve stijl slaat als het ware een brug tussen twee verschillende domeinen: persoonlijkheid en cognitie Een leerstijl is niet helemaal hetzelfde als een cognitieve stijl maar iemands cognitieve stijl heeft wel invloed op zijn/haar manier van leren en voorkeuren voor bepaalde vormen van instructie. Test voor cognitieve stijl bestaan meestal uit vragenlijsten waarbij men een aantal vragen over eigen gedrag en voorkeuren moet beantwoorden. Deze tests blijken echter niet altijd te voldoen aan eisen van betrouwbaarheid en validiteit uit de psychometrie. Er bestaan vele verschillende theorieën over cognitieve stijl, die soms met elkaar overlappen.

## Toepassing
Het begrip cognitieve stijl vormt een belangrijk element van terreinen als organisaties, opvoeding en onderwijs. Cognitieve stijlen kunnen bijvoorbeeld nuttig zijn bij het selecteren van de meest geschikte kandidaat voor een bepaalde baan, bij het inrichten van de werkomgeving of het opzetten van trainingen binnen de organisatie. Mensen met eenzelfde cognitieve stijl zijn geneigd positief te denken over elkaar en gezamenlijk ondernomen activiteiten.
Het bestaan van verschillende cognitieve stijlen is ook van belang voor het onderwijs. Leerlingen staan doorgaans positief tegenover leerkrachten die over dezelfde cognitieve stijl beschikken. In deze context wordt ook wel gesproken over de ‘matching hypothesis’, waarbij verondersteld wordt dat mensen beter zullen presteren in situaties waarin de vereiste informatieverwerkingsprocessen overeenkomen met hun cognitieve stijl. Echter voor het laatste zijn overigens nog geen duidelijk bewijzen gevonden

## Eén dimensie
Er bestaan verschillende opvattingen over het begrip cognitieve stijl, en welke verschillende vormen hierbij onderscheiden kunnen worden. Veel onderzoekers onderscheiden één dimensie met twee polen (of stijlen)
Enkele voorbeelden volgen hieronder

### Analytisch versus intuïtief
De eerste cognitieve stijl (of ene pool) wordt daarbij afwisselend omschreven als analytisch, deductief, nauwgezet, convergent, logisch, formeel en kritisch. De tweede stijl (of tegenovergestelde pool) als respectievelijk: synthetisch, inductief, ongedwongen, divergent, informeel, diffuus en creatief. Samengevat kan men zeggen dat het hier globaal gaat om dezelfde basisdimensie, namelijk tussen een meer analytische versus een intuïtieve cognitieve stijl.

### Veldafhankelijk versus veldonafhankelijk
De veldafhankelijkheidtest, ontworpen door Herman Witkin, gaat uit van kenmerken van iemands perceptueel gedrag: dus hoe hij/zij de buitenwereld waarneemt en indeelt In deze test is er steeds een specifieke figuur die van een complexe achtergrond moet worden onderscheiden. Witkin meende dat veldonafhankelijke mensen (die de figuren goed van de achtergrond kunnen scheiden) ook een meer autonome stijl hebben bij het oplossen van technische problemen of herstructureren van onbekend c.q. nieuw materiaal. Sommigen menen echter dat deze tests niet alleen cognitieve stijl (dus een aspect van iemands persoonlijkheid) maar een specifieke perceptuele vaardigheid meet.

### Holisten versus serialisten
Een ander onderscheid van G. Pask heeft vooral te maken met leerstrategie. Volgens Pask zijn er holisten en serialsten. Holisten lijken bij het leren informatie volgens toeval te verzamelen, terwijl serialisten stapje-voor-stapje van bekend terrein geleidelijk naar meer onbekend terrein toewerken.

### Linker- versus rechterhersenhelft
Volgens R.Ornstein kunnen mensen worden ingedeeld naar de mate waarin hun gedrag bepaald wordt de rechter- of linkerhersenhelft. Dus door de mate van hemisferische specialisatie. De linkerhersenhelft zou voornamelijk een logische en analytische denkwijze controleren en de rechterhersenhelft een holistische, intuitive en meer op beelden gerichte denkwijze.

## Meerdere dimensies
Andere onderzoekers geven de voorkeur aan meerdere dimensies.
Bijvoorbeeld J. Kagan onderscheidde tussen analytische en thematische, en tussen impulsieve en reflectieve kinderen De cognitieve stijl van impulsieve kinderen kenmerkt zich door zo snel mogelijk antwoord te geven, of het antwoord te geven dat het eerst in hen opkomt. De cognitieve stijl van reflectieve kinderen wordt gekenmerkt door het feit dat zij meer tijd nemen voor hun antwoord en dat zij meer gericht zijn op het geven van het juiste antwoord.
- Cognitieve Stijl Analyse (CSA) test.

De door Riding bedachte CSA test bestaat uit twee dimensies: Holistic-Analytic en Verbal-Imagery. De eerst dimensie weerspiegelt de wijze waarop mensen informatie organiseren en structureren. Analytici ontrafelen een probleem eerst in deelcomponenten, terwijl holisten uitgaan van het totale beeld. De tweede dimensie geeft weer hoe mensen bij het denken een representatie opbouwen in hun geheugen. Verbalisers doen dit door middel van verbale associaties en imagers aan de hand van mentale beelden.
- Sternberg

R. Sternbergs theorie van cognitieve stijlen ging uit van vier denkstijlen (of manieren om problemen op te lossen) Hij noemde deze achtereenvolgens: hiërarchisch, monarchisch, oligarchisch en anarchisch. Sterberg spreekt ook wel van vormen van 'mentaal zelfbestuur'.
-Hiërarchisch: meerdere doelen tegelijk volgend, maar met toekenning van prioriteit
-Monarchisch: een doel of activiteit volgend tot einde
-Oligarchisch: lijkt op hiërarchisch, maar houdt bij prioriteren rekening met verschillen in moeilijkheid
-Anarchisch: er wordt geen rekening gehouden met een bepaald systeem, regels, of specifieke benaderingen van een bepaald probleem.

## Zie verder
- Denken
- Cognitie
- Leerstijl
- Big five (persoonlijkheidsdimensies)
- J.P. Guilford